# Mária Szolnoki
Mária Szolnoki (* 16. Juni 1947 in Budapest) ist eine ehemalige ungarische Florettfechterin.

## Erfolge
Mária Szolnoki wurde 1973 in Göteborg mit der Mannschaft Weltmeister. Darüber hinaus belegte sie mit ihr zweimal den zweiten und einmal den dritten Rang. Bei den Olympischen Spielen 1972 in München schied sie in der Einzelkonkurrenz im Viertelfinale aus. Mit der Mannschaft erreichte sie das Finale, das gegen die sowjetische Equipe mit 5:9 verloren wurde. Damit gewann sie gemeinsam mit Ildikó Bóbis, Ildikó Ujlakiné-Rejtő, Ildikó Rónay und  Ildikó Schwarczenberger die Silbermedaille.